# Муссолини, Ракеле
Ракеле Муссолини (в девичестве — Гиди; итал. Rachele Guidi, итал. Rachele Mussolini; 11 апреля 1890, Предаппио — 30 октября 1979, Форли) — вдова итальянского диктатора Бенито Муссолини.

## Биография
Родилась  в Предаппио, Романья, Королевство Италия, в крестьянской семье. Её отец — Агостино Гиди, мать — Анна Ломбарди.
Работала прислугой. В 1910 году Ракеле начала сближаться с Бенито Муссолини. В 1914 году Муссолини женился на своей первой жене Иде Дальзер. 17 декабря 1915 года Ракеле Гиди и Бенито Муссолини поженились на гражданской церемонии в Тревильо, Ломбардия. Ракеле Муссолини родила ему пятерых детей и игнорировала любые его отношения с любовницами. У Ракеле и Бенито Муссолини было две дочери — Эдда (1910—1995) и Анна-Мария (1929—1968), и три сына — Витторио (1916—1997), Бруно (1918—1941) и Романо (1927—2006).
Во время правления фашистского режима Ракеле Муссолини изображалась как образцовая фашистская домохозяйка и мать. Она осталась верной Муссолини до конца. 28 апреля 1945 года она не была с Муссолини, когда он и его любовница Клара Петаччи были захвачены и убиты итальянскими партизанами. Ракеле Муссолини бежала из Италии после окончания Второй мировой войны, но в 1945 году была арестована в Швейцарии итальянскими партизанами. Она была передана американцам и освобождена через несколько месяцев.
Позднее у Ракеле появился свой ресторан. Также она получала пенсию от Итальянской Республики до конца своей жизни.